# Canton de Sainte-Sévère-sur-Indre
Le canton de Sainte-Sévère-sur-Indre est une ancienne division administrative française, située dans le département de l'Indre, en région Centre-Val de Loire.
À la suite du redécoupage cantonal de 2014, le canton a été supprimé en mars 2015, les communes dépendent désormais du canton de La Châtre.

## Géographie
Ce canton était organisé autour de la commune de Sainte-Sévère-sur-Indre, dans l'arrondissement de La Châtre. Il se situait dans le sud-est du département.
Son altitude variait de 222 m (Sainte-Sévère-sur-Indre) à 456 m (Pouligny-Notre-Dame).

## Histoire
Le canton fut créé le 15 février 1790, sous le nom de « Sainte Sévére ». En 1801,, une modification est intervenue. Ce n'est qu'en 1893, que le canton fut renommé « Sainte-Sévère-sur-Indre ».
Il a été supprimé en mars 2015, à la suite du redécoupage cantonal de 2014.

## Représentation

### Conseillers généraux de 1833 à 2015
| Période                                  | Période   | Identité                            | Étiquette    | Qualité                                                                                  |
| ---------------------------------------- | --------- | ----------------------------------- | ------------ | ---------------------------------------------------------------------------------------- |
| 1833                                     | 1872      | Antoine Pignot                      | Droite       | Adjoint puis maire de Sazeray Propriétaire Praticien                                     |
| 1872                                     | 1901      | Frédéric Pignot (fils du précédent) | ?            | Maire de Sazeray                                                                         |
| 1901                                     | 1907      | Louis Authenac                      | Républicain  | Suppléant du juge de paix à Sainte-Sévère-sur-Indre                                      |
| 1907                                     | 1940      | Théophile Allorant                  | Radical      | Maire de Sainte-Sévère-sur-Indre Suppléant du juge de paix                               |
|                                          |           |                                     |              |                                                                                          |
| 1942                                     | 1945      | François Galland                    |              | Maire de Sainte-Sévère-sur-Indre Conseiller départemental en 1942                        |
|                                          |           |                                     |              |                                                                                          |
| 1945                                     | 1949      | Ernest Bigaut                       | Radical      | Suppléant du juge de paix à Sainte-Sévère-sur-Indre                                      |
| 1949                                     | mars 1979 | Pierre Nauron                       | DVG          | Électricien Maire de Sainte-Sévère-sur-Indre                                             |
| mars 1979                                | mars 1992 | Gaston Renaud                       | PS           | Assureur à Sainte-Sévère-sur-Indre                                                       |
| mars 1992                                | mars 2011 | Paul Pleuchot                       | UDF puis DVD | Vice-président du conseil général de l'Indre Chef d'entreprise à Sainte-Sévère-sur-Indre |
| mars 2011                                | mars 2015 | François Daugeron                   | DVD          | Maire de Sainte-Sévère-sur-Indre depuis 2014 Garagiste                                   |
| Les données manquantes sont à compléter. |           |                                     |              |                                                                                          |

### Résultats électoraux
- Élections cantonales de 2004 : Paul Pleuchot (UDF) est élu au 2e tour avec 54,06 % des suffrages exprimés, devant Pierre Julien (PRG) (45,94 %). Le taux de participation est de 67,01 % (1 966 votants sur 2 934 inscrits)[8].
- Élections cantonales de 2011 : François Daugeron (Divers droite) est élu au 1er tour avec 59,08 % des suffrages exprimés, devant Michel Foulatier (PRG) (31,04 %) et Michel Sallandre (PCF) (3,75 %). Le taux de participation est de 49,64 % (4 714 votants sur 9 497 inscrits)[9].

### Conseillers d'arrondissement (de 1833 à 1940)
| Période                                  | Période      | Identité                                   | Étiquette   | Qualité |
| ---------------------------------------- | ------------ | ------------------------------------------ | ----------- | --- |
| 1833                                     | 1835 (décès) | René Toussaint Tixier de Ligny (1782-1835) |             | Conseiller à la Cour royale de Bourges, ancien substitut du Procureur                                       |
| 1836                                     | 1842         | M. Thabaud-Laroche                         |             | Juge de paix à Sainte-Sévère-sur-Indre                                                                      |
| 1842                                     | 1845         | M. Bion                                    |             | Propriétaire à Pouligny-Notre-Dame                                                                          |
| 1845                                     | 1848         | François Eugène Lavarenne                  |             | Maire d'Urciers                                                                                             |
|                                          |              |                                            |             | |
| av.1880                                  |              | M. Desayes                                 | Républicain | |
|                                          | 1894 (décès) | François Barthélemy Laplace (1828-1894)    |             | Propriétaire à Sainte-Sévère-sur-Indre                                                                      |
| 1940                                     |              |                                            |             | Les conseils d'arrondissement ont été suspendus par la loi du 12 octobre 1940 et n'ont jamais été réactivés |
| Les données manquantes sont à compléter. |              |                                            |             | |

## Composition
Le canton de Sainte-Sévère-sur-Indre, d'une superficie de 197,8 km2, était composé de dix communes.
- Feusines
- Lignerolles
- Pérassay
- Pouligny-Notre-Dame
- Pouligny-Saint-Martin
- Sainte-Sévère-sur-Indre
- Sazeray
- Urciers
- Vigoulant
- Vijon

## Démographie

### Évolution démographique
| 1962  | 1968  | 1975  | 1982  | 1990  | 1999  | 2006  | 2012  | 2015  |
| ----- | ----- | ----- | ----- | ----- | ----- | ----- | ----- | ----- |
| 5 694 | 5 209 | 4 629 | 4 160 | 3 716 | 3 538 | 3 510 | 3 380 | 3 414 |

### Âge de la population
La pyramide des âges, à savoir la répartition par sexe et âge de la population, du canton de Sainte-Sévère-sur-Indre en 2009 ainsi que, comparativement, celle du département de l'Indre la même année sont représentées avec les graphiques ci-dessous.
La population du canton comporte 48,5 % d'hommes et 51,5 % de femmes. Elle présente en 2009 une structure par grands groupes d'âge plus âgée que celle de la France métropolitaine.
Il existe en effet 39 jeunes de moins de 20 ans pour cent personnes de plus de 60 ans, soit un indice de jeunesse de 0,39, alors que pour la France cet indice est de 1,06. L'indice de jeunesse du canton est également inférieur à celui  du département (0,67) et à celui de la région (0,95).
| Hommes | Classe d’âge | Femmes |
| ------ | ------------ | ------ |
| 0,9    | 90 ans ou +  | 2,7    |
| 13,4   | 75 à 89 ans  | 19,4   |
| 21,6   | 60 à 74 ans  | 20,5   |
| 24,9   | 45 à 59 ans  | 22,2   |
| 15,5   | 30 à 44 ans  | 14,8   |
| 10,8   | 15 à 29 ans  | 9,6    |
| 12,9   | 0 à 14 ans   | 10,9   |

| Hommes | Classe d’âge | Femmes |
| ------ | ------------ | ------ |
| 0,5    | 90 ans ou +  | 1,6    |
| 9,6    | 75 à 89 ans  | 13,8   |
| 17,0   | 60 à 74 ans  | 17,5   |
| 22,1   | 45 à 59 ans  | 20,6   |
| 19,2   | 30 à 44 ans  | 17,8   |
| 15,0   | 15 à 29 ans  | 13,6   |
| 16,6   | 0 à 14 ans   | 15,1   |